# Dicranomyia (Dicranomyia) guttula
Dicranomyia (Dicranomyia) guttula is een tweevleugelige uit de familie steltmuggen (Limoniidae). De soort komt voor in het Afrotropisch, Oriëntaals en Australaziatisch gebied.